# Poscristianismo

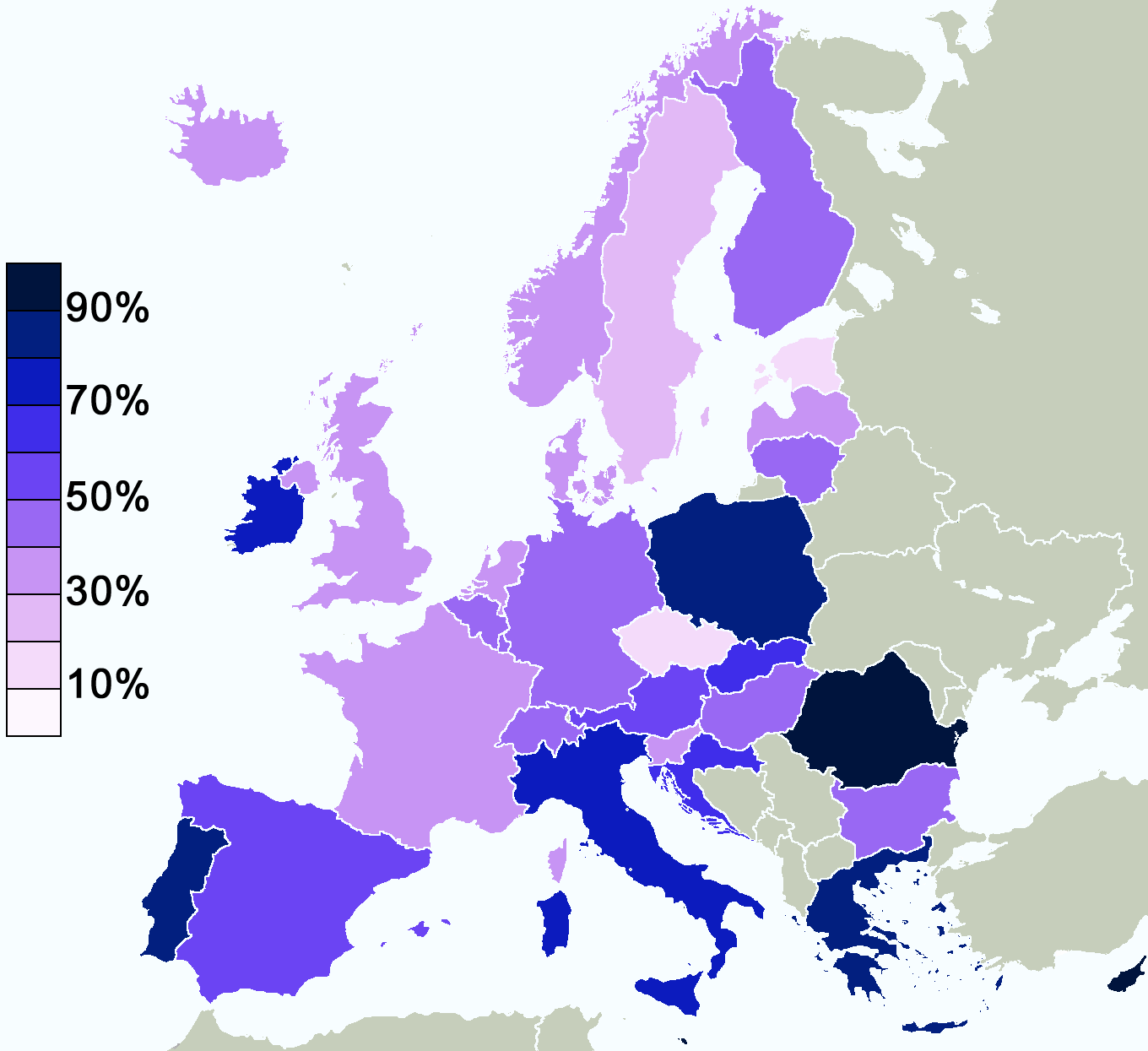
Porcentaje de creyentes en Dios por estado. (Eurobarómetro 2005).

Poscristianismo es un término que se aplica al estado de descristianización o supuesta regresión del cristianismo, particularmente en Europa Occidental, continente considerado tradicionalmente y de manera amplia como centro del cristianismo. No obstante, este concepto presentaría algunos sesgos importantes, ya que no consideraría las nuevas formas de cristianización y crecimiento de este fuera de Europa como son en los casos de algunos países de África y Asia. También, se puede sumar la toma de conciencia de varios grupos cristianos por «reevangelizar» aquellas sociedades en las cuales ha disminuido la influencia del cristianismo (como Reino Unido, Escandinavia y Benelux) y aquellos lugares en los cuales su presencia ha sido minoritaria.

## Definiciones
Desde el punto de vista posmoderno, el poscristianismo puede incluir visiones personales de la vida o el mundo, ideología y movimientos religiosos que ya no se encuentran relacionados con los fundamentos cristianos. Sin embargo, tampoco corta con su legado de este porque la influencia de sus dos mil años de existencia difícilmente podría ser negada como fueron la conservación, transmisión del mundo antiguo en los monasterios medievales (en especial, el enriquecimiento del latín), la manutención de las artes liberales, la libre interpretación en desmedro del argumento de autoridad, solo por nombrar algunos de ellos. 
Este fenómeno se ha desarrollado principalmente durante la segunda mitad del siglo XX, aunque sus bases ya estaban asentadas mucho antes. Puede decirse que no comenzó ni se extendió de manera homogénea; mientras algunas sociedades se encontraban ya en estados más avanzados de laicización, otras no experimentaron el mismo fenómeno ni en las mismas direcciones ni al mismo tiempo.
Mientras en la Europa central y septentrional el poscristianismo ya se había desarrollado lentamente con bastantes irrupciones a mediados del siglo XX, su progresión era casi imperceptible en la Europa meridional por entonces.
Los efectos del poscristianismo se revelan en el hecho de que en muchas zonas tradicionalmente cristianas, el cristianismo ya no se puede considerar como una religión dominante. Como consecuencia, en períodos de tiempo más o menos cortos, las sociedades civiles han ido desatendiendo valores, normas culturales y sociales en las que se encontraban inmersas y les habían definido durante periodos históricos relativamente largos.
Estos valores fundamentales y los símbolos que derivan de ellos, han sido poco a poco adaptados y trastocados por otros valores y símbolos que no necesariamente corresponden a una religión en particular ni pueden ser definidos sobre la base de parámetros equivalentes.

## Desarrollo
En 1961 el teólogo francés de origen armenio Gabriel Vahanian escribió un libro titulado La muerte de Dios, en la que habla del hecho de la descristianización. Vahanian comentaba que la cultura secularizada moderna de la civilización occidental había perdido el sentido de lo que era sagrado, los sacramentos carecían de significado y se menosprecia cualquier sentido transcendental de la vida y la dependencia de la divina providencia, por lo que llega a la conclusión de que en esta mentalidad «Dios está muerto». Aunque cabe citar que este término puede llevar varios significados. Acepciones que oscilarían desde la creencia nietzscheniana que las referencias divinas habían perdido validez o credibilidad para el hombre moderno, puesto que Dios como ser eterno no puede morir; hasta la idea que la religión había sido superada en la modernidad.
Hacia el final de la década de 1960, la teología de la liberación y el feminismo, se vuelven populares entre las personas jóvenes urbanas de Europa occidental. Los movimientos ideológicos que se desarrollan en esos tiempos de crecimiento económico, unidos al hedonismo y la reacción contra las políticas conservadoras van a consolidar y hacer perdurar muchas de las actitudes poscristianas.

## Efectos
En el mundo del cristianismo había toda una serie de referencias culturales que las generaciones previas a la relativización de este daban por sentadas. Estas referencias ancestrales incluyen el conocimiento de las historias de la Biblia, rituales y símbolos cristianos, lecciones de comportamiento y ética cristiana aparecida en el catecismo.
Estas referencias eran sostenidas a través de una serie de prácticas y explicaciones desde las generaciones anteriores y eran impartidas desde la infancia y reforzadas a través de la inmersión en una sociedad que compartía valores fundamentales con una cierta similitud. La misma sociedad daba sentido a estos valores cristianos de manera continua mediante la mantención de gestos y ceremonias en diferentes situaciones y experiencias a lo largo de la vida.
Actualmente existen generaciones en las que los adultos demuestran lagunas en conocimientos básicos de cristianismo que en generaciones anteriores no se impartían a personas adultas, puesto que eran tratadas en la infancia o bien se entendían que eran de sentido común.
En un mundo que algunos pueden denominar como poscristiano (aunque se puede argumentar que incluso esa categoría no ha perdido vigencia en Occidente), conceptos que antes constituían conocimientos culturales comunes ya no se pueden considerar compartidos entre todos los miembros de la sociedad. En el momento actual de la historia de los países de Europa occidental, la vida y práctica cristiana ya no forman parte de la sociedad de manera homogénea. Ello contrasta con el crecimiento del cristianismo en otras regiones fuera de Occidente, como África o Asia.